# Rachel Ruysch
Rachel Ruysch (La Haya, bautizada el 3 de junio de 1664-Ámsterdam, 12 de octubre de 1750) fue una artista neerlandesa que se especializó en el género del bodegón de flores.

## Vida y obra
Nacida en La Haya, en el seno de una familia acomodada, sus fueron Frederik Ruysch (1638-1731), un famoso anatomista y botánico, y María Post, hija del arquitecto Pieter Post. Cuando Rachel apenas tenía tres años su padre fue nombrado profesor en Ámsterdam, a donde se trasladó la familia, aunque no perdió el contacto con La Haya. Su padre reunió una gran colección de rarezas y curiosidades naturales en su casa y Rachel lo ayudaba a decorar el ejemplar preparado en un liquor balsamicum con flores y encaje. A los quince años, Ruysch se inició en el estudio de la pintura con Willem van Aelst, un prestigioso pintor de Delft, conocido por sus bodegones. El 12 de agosto de 1693 se casó en Buiksloot con Jurriaen Pool (1666-1745), pintor de retratos, con quien tuvo diez hijos la mayoría muertos en la infancia. Su hermana Pieternel se casó con Jan Munnicks, un joven que dibujaba flores en el Jardín Botánico de Ámsterdam. Su hermana menor, Anna Ruysch (1666-después de 1741), fue también pintora y cultivó el mismo género de pintura de flores, pero quedan de ella escasos datos biográficos y solo unas pocas pinturas, pues abandonó el trabajo al contraer matrimonio.
En 1701 ingresó junto con su esposo en la  Confrérie Pictura de La Haya, aunque seguían residiendo en Ámsterdam. A partir de 1708 trabajó para el elector palatino Juan Guillermo, a quien visitó en su corte de Düsseldorf en 1710 y 1713. Ávido coleccionista de pintura holandesa, para el elector y su esposa, Ana María Luisa de Médici, trabajaron también por las mismas fechas Jan Weenix y Adriaen van der Werff, pero Rachel Ruysch parece haber sido su favorita y toda su producción de 1710 a 1713 pasó a las manos de sus patronos. A la muerte del elector, en 1716, su esposa retornó a Florencia y fijó su residencia en el Palacio Pitti, al que trasladó su colección de pinturas y, entre ellas, los bodegones florales de Ruysch.
Ruysch continuó trabajando hasta los ochenta y tres años, edad con la que todavía firmó uno de sus cuadros. Fue una artista muy renombrada en su época, ya que fue alabada por no menos de diez poetas contemporáneos suyos. Asimismo, Jan van Gool, coetáneo suyo, la biografió, lo que la hizo famosa y estimada por la calidad de su obra pictórica.
La típica naturaleza muerta de Ruysch consiste en unas flores dentro de un jarrón situado sobre un alféizar o borde de mármol o piedra, con un fondo oscuro. La evolución de su estilo puede seguirse fácilmente en una serie de pinturas del Rijksmuseum de Ámsterdam, donde su temprano ramo de flores sobre cobre (Grant, número 137), se halla en la tradición del siglo XVII, ejemplificada por un Jan Davidsz. de Heem, y contrasta con un florero ejecutado en su madurez (1716, Grant, número 153). El éxito técnico de Ruysch se basó en un dibujo sólido y enérgico, y en la técnica de la tradición anterior de la naturaleza muerta en concomitancia con su original introducción de un movimiento sofisticado y elegante, así como en una libertad de composición, tanto a pequeña como gran escala. Se considera una de sus obras cumbre, el Bodegón con buqué de flores y ciruelas (1704), hoy en los Museos Reales de Bellas Artes de Bélgica en Bruselas, donde el sutil uso de la curva en la composición declara su excelente buen gusto.
Ruysch vivió ochenta y cinco años, y sus obras, en su gran mayoría firmadas, cubren una sólida y segura cronología desde 1681 hasta 1747. Se conocen un centenar de pinturas suyas. El fondo de sus pinturas suele ser negro. Ruysch también destaca por sus pinturas de jarros de cristal detallados y realistas.

## Galería

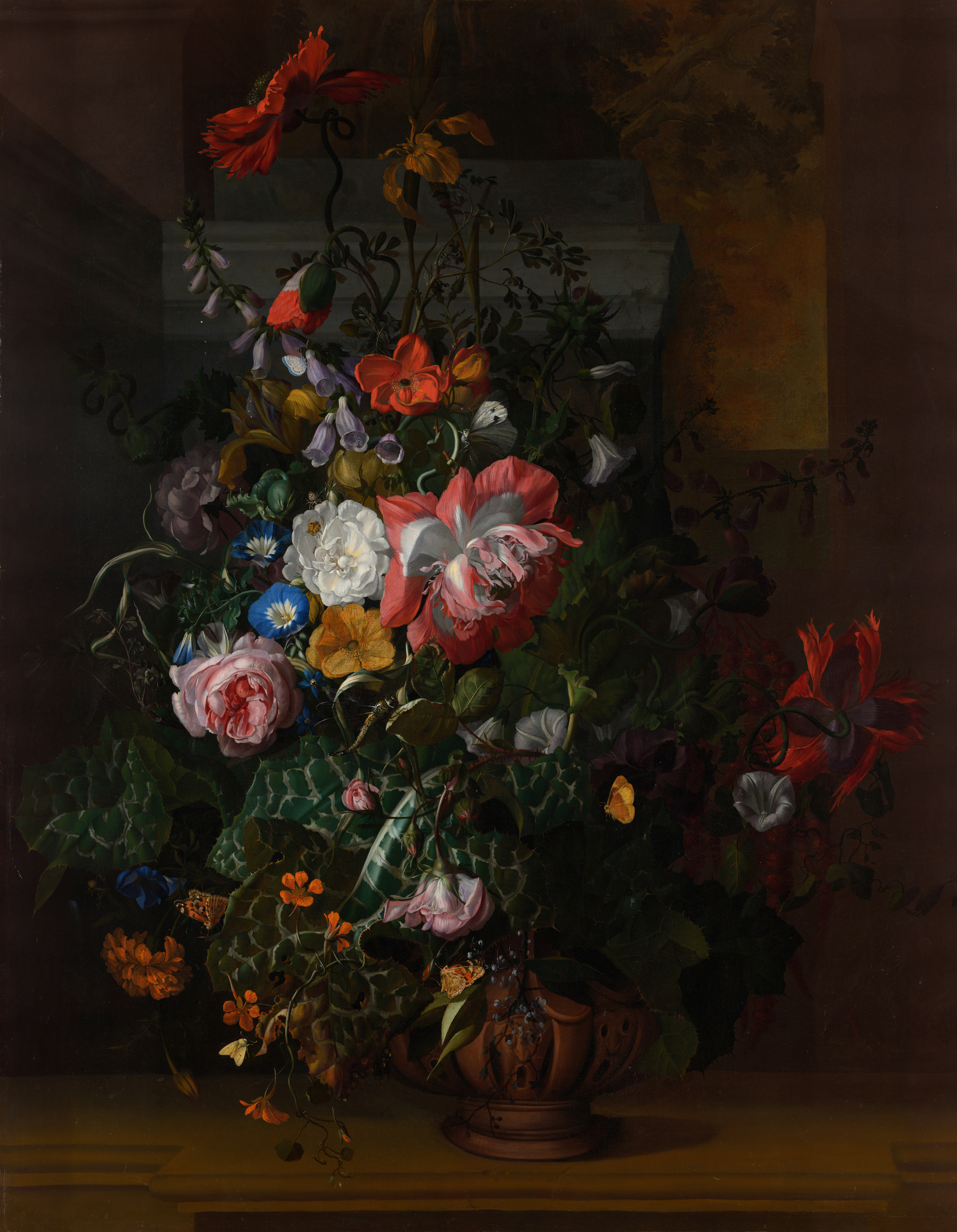
Rosas, convolvulus, amapolas y otras flores en urna sobre repisa de piedra, 1680, Museo Nacional de Mujeres Artistas, Washington D.C
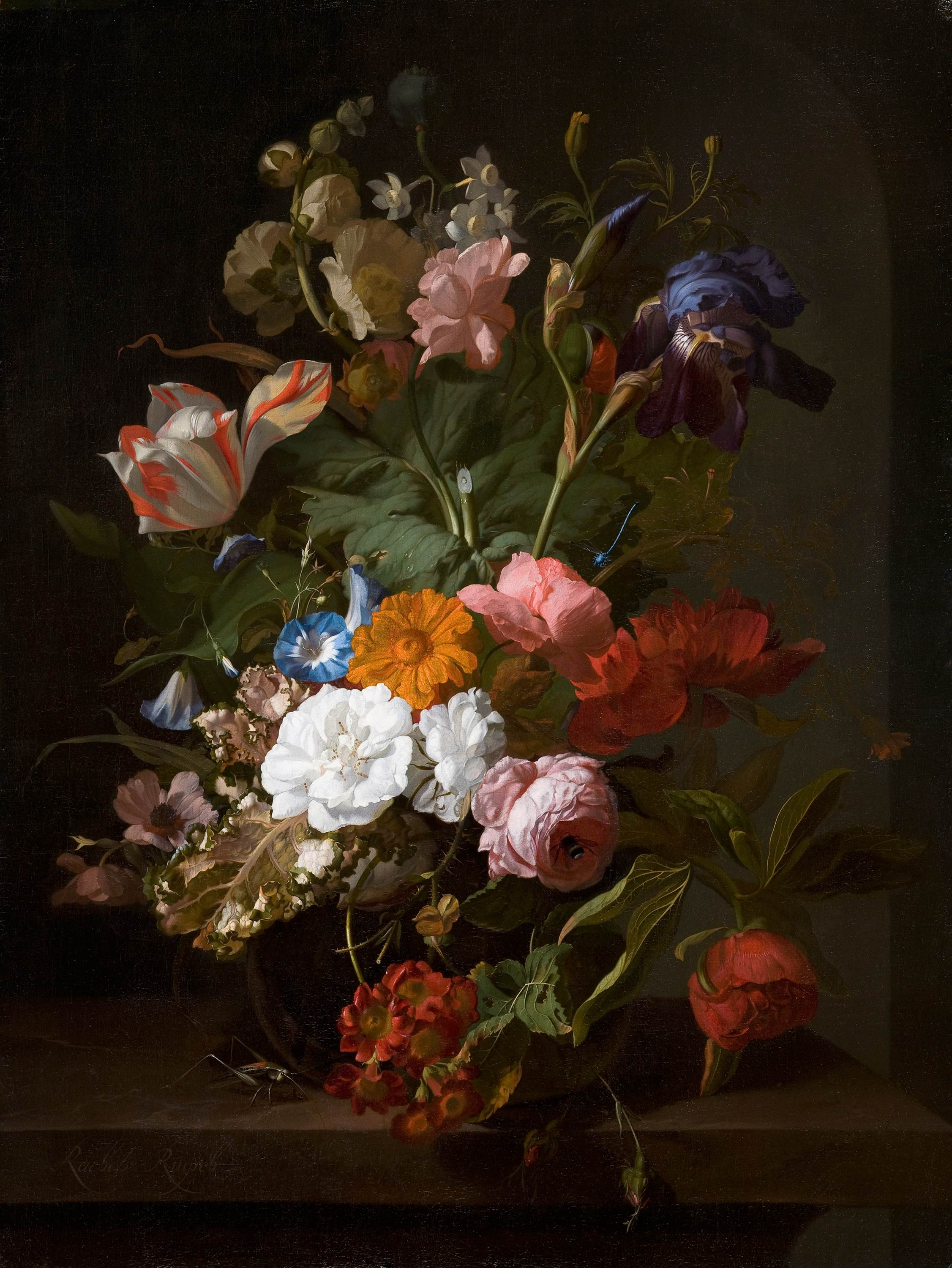
Jarrón con flores, 1700, Mauritshuis, La Haya.
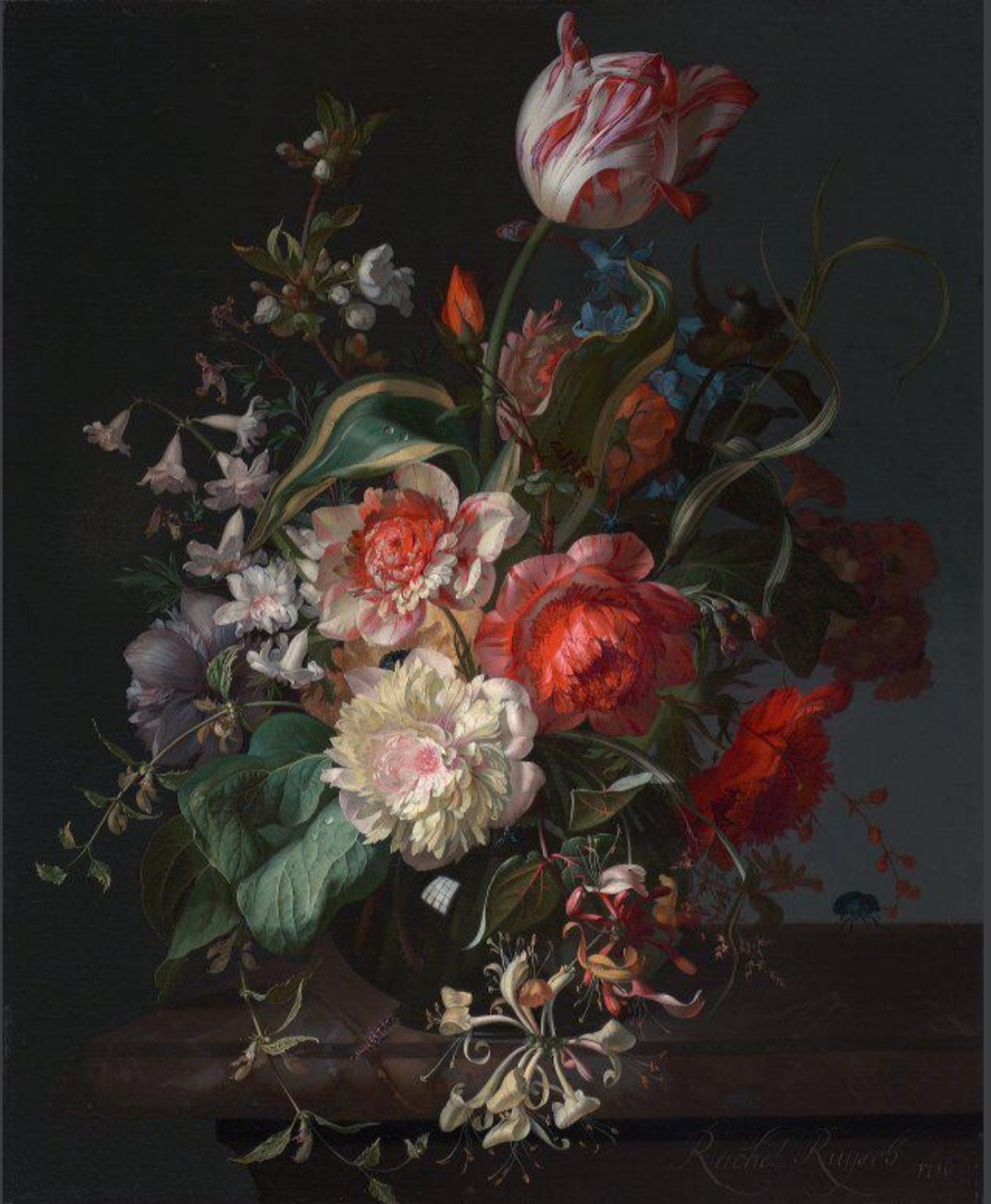
Flores en jarrón de cristal con tulipán, 1716, National Gallery, Londres.
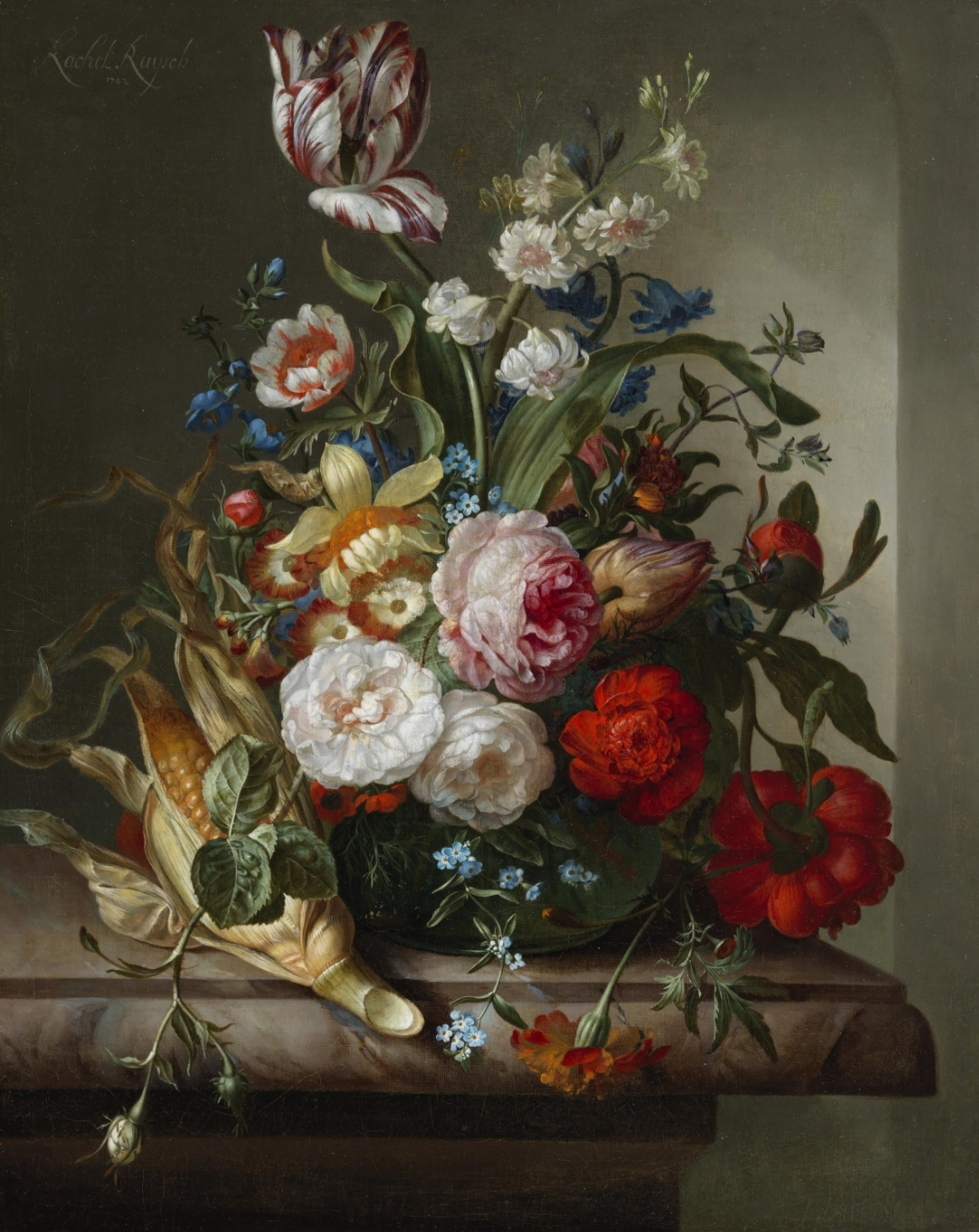
Jarrón con flores y mazorca de maíz, 1742, National Gallery of Ireland, Dublín.
Bodegón con flores, sin fecha, Palacio Museo Hallwyl, Estocolmo.